# WWE NXT
WWE NXT는 미국의 프로레슬링 단체로, WWE의 3대 브랜드중의 하나이다.

## 역사
2012년 6월 WWE 산하단체 FCW와 신인 발굴 프로그램 NXT가 통합되어 새롭게 출범한 WWE 산하 단체이다. 2012년 6월 20일부터 2019년 9월 11일까지는 WWE 네트워크에서 1시간 분량으로 녹화방송되었고, 2019년 10월 9일부터 USA 네트워크에서 2시간 생방송으로 방송 시작했다

## 역대 제너럴 매니저
| 이름                   | 날짜                                | 비고 |
| ---------------------- | ----------------------------------- | ---- |
| 더스티 로즈            | 2012년 5월 23일 ~ 2013년 9월 5일    | 임시 |
| 존 "브래드쇼" 레이필드 | 2013년 9월 12일 ~ 2014년 8월 22일   | 빈칸 |
| 윌리엄 리걸            | 2014년 8월 29일 ~ 2022년 1월 5일    | 빈칸 |
| 마이클 콜              | 2015년 11월 25일 ~ 2015년 12월 16일 | 임시 |

## 해설자
| 해설자                                                                  | 날짜                                                                  |
| ----------------------------------------------------------------------- | --------------------------------------------------------------------- |
| 마이클 콜 & 조쉬 매튜스                                                 | 2010년 2월 23일 ~ 2010년 9월 14일 2010년 9월 28일 ~ 2010년 11월 30일  |
| 마이클 콜, 조쉬 매튜스 & CM 펑크                                        | 2010년 9월 21일                                                       |
| 토드 그리셤 & 조쉬 매튜스                                               | 2010년 12월 7일 ~ 2011년 3월 1일                                      |
| 토드 그리셤 & 월리암 리갈                                               | 2011년 3월 8일 ~ 2011년 4월 12일                                      |
| 조쉬 매튜스 & 월리암 리갈                                               | 2011년 4월 19일                                                       |
| 토드 그리셤 & 매트 스트라이커                                           | 2011년 5월 3일 ~ 2012년 5월 16일                                      |
| 짐 로스 & 월리암 리갈                                                   | 2012년 5월 23일 ~ 2014년 9월 11일                                     |
| 알렉스 라일리, 리치 브레넌, 제이슨 알버트, 르네 영, 코리 그레이브스     | 2014년 9월 18일 ~ 2014년 12월 11일 2014년 12월 11일 ~ 2015년 1월 21일 |
| 알렉스 라일리, 리치 브레넌, 토미 필립스, 제이슨 알버트, 코리 그레이브스 | 2015년 1월 28일 ~ 2015년 3월 4일                                      |
| 리치 브레넌, 제이슨 알버트, 토미 필립스, 코리 그레이브스                | 2015년 3월 11일 ~ 2015년 4월 22일                                     |
| 리치 브레넌, 제이슨 알버트, 코리 그레이브스, 바이런 색스턴              | 2015년 4월 29일 ~ 현재                                                |

### 링 아나운서
| 링 아나운서                                                           | 날짜                               |
| --------------------------------------------------------------------- | ---------------------------------- |
| 케일리 터너, 서머 래, 크리스 루소                                     | 2012년 6월 20 ~ 2012년 10월 17일   |
| 하워드 핑클                                                           | 메인 이벤트, 2012년 7월 29일       |
| 서머 래, 바이런 색스턴                                                | 2012년 10월 24일 ~ 2013년 1월 14일 |
| 바이런 색스턴, 켄달 스카이, 알렉사 블리스, 에덴 스틸스, 베로니카 레인 | 2013년 2월 21일 ~ 2013년 9월 19일  |
| 에덴 스틸스, 조조                                                     | 2013년 9월 26일 ~ 2014년 10월 10일 |
| 바이런 색스턴, 조조                                                   | 2014년 10월 16일 ~ 2014년 11월 6일 |
| 조조                                                                  | 2014년 11월 13일 ~ 2015년 7월 15일 |
| 다샤 푸엔테스, 그렉 헤밀턴                                            | 2015년 7월 22일 ~ 2016년 8월 24일  |
| 안드레아 디 마르코, 마이크 롬                                         | 2016년 8월 31일 ~ 2017년 4월 5일   |
| 마이크 롬                                                             | 2017년 5월 3일 ~ 현재              |

## NXT 챔피언 현황
| NXT                             | NXT                   | NXT  | NXT             | NXT                     | NXT                                 |
| 타이틀                          | 챔피언                | 역할 | 획득한 날짜     | 획득한 장소             | 전 챔피언                           |
| ------------------------------- | --------------------- | ---- | --------------- | ----------------------- | ----------------------------------- |
| NXT 챔피언                      | 오바 페미             | 선역 | 2025년 1월 7일  | WWE NXT 뉴 이어스 이블  | 트릭 윌리엄스                       |
| NXT 위민스 챔피언               | 제이시 제인           | 악역 | 2025년 5월 27일 | WWE NXT                 | 스테파니 바케르                     |
| NXT 노스 아메리칸 챔피언        | 이덴 페이지           | 악역 | 2025년 5월 27일 | WWE NXT                 | 리키 세인츠                         |
| NXT 위민스 노스 아메리칸 챔피언 | 솔 루카               | 선역 | 2025년 4월 19일 | WWE NXT 스탠드 & 딜리버 | 공석                                |
| NXT 태그팀 챔피언               | 행크 워커 & 탱크 레저 | 선역 | 2025년 4월 19일 | WWE NXT 스탠드 & 딜리버 | 프렉시엄 (네이선 프레이저 & 액시엄) |
| NXT 헤리티지 컵                 | 채닝 로렌조           | 악역 | 2025년 6월 24일 | WWE NXT                 | 공석                                |

## NXT 남성 레슬러
※ 실제로 경기하지 않는 사람들은 제외하였다. (백스테이지 인터뷰 진행자, 매니저 및 해설진)
- 노암 다르
- 노 쿼터 캐치 크루
  - 찰리 뎀프시
  - 테비언 하이츠
- 니코 반스
- 다크스테이트 
  - 디온 레녹스
  - 세이콴 슈거스
  - 오시리스 그리핀
  - 커틀러 제임스
- 단테 첸
- 렉시스 킹
- 루시엔 프라이스
- 루카 크루시피노
- 리키 세인츠
- 릿지 홀랜드
- 마일스 본
- 말릭 블레이드
- 브롱코 니마
- 브룩스 젠슨
- 숀 스피어스
- 아샨티 아도니스
- 오바 페미
- 웨스 리
- 이덴 페이지
- 이드리스 이노페
- 제스퍼 트로이
- 조쉬 브릭스
- 지본 에반스
- 채닝 로렌조
- 체이스 U
  - 안드레 체이스
  - 케일 딕슨
  - 유라이아 코너스
- 탱크 레저
- 타이리그 이그웨
- 타이슨 듀폰트
- 토니 디 안젤로
- 트릭 윌리엄스
- 행크 워커

## NXT 여성 레슬러
※ 실제로 경기 하지 않는 사람들은 제외하였다. (백스테이지 인터뷰 진행자, 매니저 및 해설진)
- 니키타 라이온스
- 래쉬 레전드
- 렌 싱클레어
- 롤라 바이스
- 브린리 리스
- 블레이크 먼로
- 솔 루카
- 스티비 터너
- 아리아나 그레이스
- 애드리아나 리조
- 에이바[1]
- 웬디 추
- 이지 데임
- 자리아
- 제이다 파커
- 조르딘 그레이스
- 카르멘 페트로비치
- 칼리 브라이트
- 켄달 그레이
- 켈라니 조던
- 테이텀 팩슬리
- 티아 헤일
- 페이탈 인플루언스
  - 제이시 제인
  - 팰런 헨리
  - 자스민 닉스

## 같이 보기
- WWE NXT